# Taijo Teniste
Taijo Teniste (Tartu, 31 januari 1988) is een Estisch voetballer die uitkomt voor het Noorse Sogndal Fotball.

## Interlandcarrière
Teniste maakte zijn interlanddebuut voor Estland op 9 november 2007 in de vriendschappelijke wedstrijd tegen Saoedi-Arabië.